# UCI World Tour 2012
UCI World Tour 2012 – 4. edycja cyklu szosowych wyścigów kolarskich o najwyższej randze w klasyfikacji UCI. Seria rozpoczęła się 17 stycznia w Australii wyścigiem Tour Down Under, a zakończyła 14 października ostatnim etapem wyścigu Dookoła Pekinu w Chinach. Tour de Pologne – najważniejszy wyścig kolarski w Polsce, także znalazł się w programie.
W kalendarzu na sezon 2012 figurowało 28 wyścigów (14 wieloetapowych i 14 jednodniowych). Prawo startu miało 18 zespołów zawodowych.

## Drużyny[2]
| Kod UCI | Zespół                      | Siedziba          | Oficjalna strona |
| ------- | --------------------------- | ----------------- | ---------------- |
| ALM     | Ag2r-La Mondiale            | Francja           |                  |
| AST     | Pro Team Astana             | Kazachstan        |                  |
| BMC     | BMC Racing Team             | Stany Zjednoczone |                  |
| EUS     | Euskaltel-Euskadi           | Hiszpania         |                  |
| FDJ     | FDJ-BigMat                  | Francja           |                  |
| GRS     | Garmin-Sharp                | Stany Zjednoczone |                  |
| KAT     | Team Katusha                | Rosja             |                  |
| LAM     | Lampre-ISD                  | Włochy            |                  |
| LIQ     | Liquigas-Cannondale         | Włochy            |                  |
| LTB     | Lotto-Belisol               | Belgia            |                  |
| MOV     | Movistar Team               | Hiszpania         |                  |
| OGE     | Orica-GreenEDGE             | Australia         |                  |
| OPQ     | Omega Pharma-Quick Step     | Belgia            |                  |
| RAB     | Rabobank Cycling Team       | Holandia          |                  |
| RNT     | RadioShack-Nissan           | Luksemburg        |                  |
| SKY     | Sky Procycling              | Wielka Brytania   |                  |
| STB     | Team Saxo Bank-Tinkoff Bank | Dania             |                  |
| VCD     | Vacansoleil-DCM             | Holandia          |                  |

## Klasyfikacje końcowe

### Klasyfikacja indywidualna
| M-ce | Imię i nazwisko    | Kraj            | Drużyna                      | Pkt |
| ---- | ------------------ | --------------- | ---------------------------- | --- |
| 1.   | Joaquim Rodríguez  | Hiszpania       | Team Katusha                 | 692 |
| 2    | Bradley Wiggins    | Wielka Brytania | Sky ProCycling               | 601 |
| 3    | Tom Boonen         | Belgia          | Omega Pharma-Quick Step      | 410 |
| 4    | Vincenzo Nibali    | Włochy          | Liquigas-Cannondale          | 400 |
| 5    | Alejandro Valverde | Hiszpania       | Movistar Team                | 394 |
| 6    | Simon Gerrans      | Australia       | Orica-GreenEDGE Cycling Team | 390 |
| 7    | Chris Froome       | Wielka Brytania | Sky ProCycling               | 376 |
| 8    | Peter Sagan        | Słowacja        | Liquigas-Cannondale          | 351 |
| 9    | Samuel Sánchez     | Hiszpania       | Euskaltel-Euskadi            | 332 |
| 10   | Rui Costa          | Portugalia      | Movistar Team                | 320 |

### Klasyfikacja drużynowa
| M-ce | Drużyna                      | Pkt  |
| ---- | ---------------------------- | ---- |
| 1.   | Team Sky                     | 1767 |
| 2    | Team Katusha                 | 1273 |
| 3    | Liquigas-Cannondale          | 1197 |
| 4    | Omega Pharma-Quick Step      | 1162 |
| 5    | Movistar Team                | 952  |
| 6    | Orica-GreenEDGE Cycling Team | 920  |
| 7    | BMC Racing Team              | 917  |
| 8    | Rabobank Cycling Team        | 799  |
| 9    | Garmin-Sharp                 | 762  |
| 10   | Pro Team Astana              | 645  |

### Klasyfikacja krajów
| M-ce | Kraj              | Pkt  |
| ---- | ----------------- | ---- |
| 1.   | Hiszpania         | 1889 |
| 2    | Wielka Brytania   | 1163 |
| 3    | Włochy            | 1115 |
| 4    | Belgia            | 1014 |
| 5    | Australia         | 962  |
| 6    | Holandia          | 733  |
| 7    | Stany Zjednoczone | 530  |
| 8    | Norwegia          | 449  |
| 9    | Niemcy            | 447  |
| 10   | Portugalia        | 412  |